# Episodi di Squadra Speciale Stoccarda (decima stagione)
La decima stagione della serie televisiva Squadra speciale Stoccarda è stata trasmessa in prima visione assoluta sul canale tedesco ZDF dal 27 settembre 2018 al 4 marzo 2019. 
In Italia la stagione verrà trasmessa in prima visione assoluta su Rai 2 dal 2025.
| N° | Titolo originale    | Titolo in italiano  | Prima TV Germania | Prima TV Italia |
| -- | ------------------- | ------------------- | ----------------- | --------------- |
| 1  | Piratennest         | A scuola di pirati  | 27 settembre 2018 | 21 luglio 2025  |
| 2  | Alles hat ein Ende  | Eredità             | 4 ottobre 2018    | 15 luglio 2025  |
| 3  | Goldene Zeit        |                     | 11 ottobre 2018   |                 |
| 4  | Tödliche Sicherheit | Sicurezza letale    | 18 ottobre 2018   | 10 agosto 2025  |
| 5  | Letzter Vorhang     | L'ultimo spettacolo | 25 ottobre 2018   | 17 agosto 2025  |
| 6  | Scheitern ist geil  |                     | 1 novembre 2018   |                 |
| 7  | Kollateralschaden   |                     | 8 novembre 2018   |                 |
| 8  | Babyklappe          |                     | 15 novembre 2018  |                 |
| 9  | Cool bleiben        |                     | 22 novembre 2018  |                 |
| 10 | Crashman            |                     | 29 novembre 2018  |                 |
| 11 | 0900 Liebe          |                     | 6 dicembre 2018   |                 |
| 12 | Der Mann im Mars    |                     | 13 dicembre 2018  |                 |
| 13 | Marathongirl        |                     | 20 dicembre 2018  |                 |
| 14 | Im Namen Gottes     |                     | 27 dicembre 2018  |                 |
| 15 | Rasende Wut         |                     | 3 gennaio 2019    |                 |
| 16 | Tote Augen          |                     | 17 gennaio 2019   |                 |
| 17 | Good Vibrations     |                     | 24 gennaio 2019   |                 |
| 18 | Schlaflabor         |                     | 31 gennaio 2019   |                 |
| 19 | Das zweite Gesicht  |                     | 7 febbraio 2019   |                 |
| 20 | Joint Venture       |                     | 21 febbraio 2019  |                 |
| 21 | Liebe, Love & Amour |                     | 28 febbraio 2019  |                 |
| 22 | Vermächtnis         |                     | 7 marzo 2019      |                 |
| 23 | Gelobtes Land       |                     | 21 marzo 2019     |                 |
| 24 | Henriettes Erbe     |                     | 28 marzo 2019     |                 |
| 25 | Zeitenwende         |                     | 4 marzo 2019      |                 |

## A scuola di pirati
- Titolo originale: Piratennest
- Diretto da:
- Scritto da:

## Eredità
- Titolo originale: Alles hat ein Ende
- Diretto da:
- Scritto da:

## Sicurezza letale
- Titolo originale: Goldene Zeit
- Diretto da:
- Scritto da: